# Saxon-Selle Italia (wielerploeg)/1994
Deze pagina geeft een overzicht van de Saxon-Selle Italia-wielerploeg in 1994.

## Algemene gegevens
Sponsor: Saxon, Selle Italia (fietsmerk)
Algemeen manager: Gérard Bulens
Ploegleiders: Gianni Savio
Fietsmerk: Colnago, Corima

## Lijst van renners
| Naam                             | Geboortedatum | Nationaliteit    | Ploeg 1993     |
| -------------------------------- | ------------- | ---------------- | -------------- |
| Rocco Cattaneo                   | 06-12-1958    | Zwitserland      | Geen ploeg     |
| Richard Chassot                  | 18-01-1970    | Zwitserland      |                |
| Nicolas Coudray                  | 03-06-1967    | Zwitserland      |                |
| Arne Daelmans                    | 16-04-1973    | België           | Neo            |
| Kurt De Roose                    | 01-10-1968    | België           | Neo            |
| Ludo Dierckxsens                 | 14-10-1964    | België           | Willy Naessens |
| Curtis Harnett                   | 14-05-1965    | Canada           | Individueel    |
| Ken Hashikawa                    | 08-05-1970    | Japan            | Motorola       |
| Paul Herygers                    | 11-11-1962    | België           |                |
| Dani Hirs                        | 31-12-1965    | Zwitserland      |                |
| Jacques Jolidon                  | 14-07-1969    | Zwitserland      |                |
| Jocelyn Jolidon                  | 26-12-1962    | Zwitserland      |                |
| Donald Powell                    | 02-11-1967    | Verenigde Staten |                |
| Stèphane Rubio                   | 13-10-1972    | Frankrijk        | Neo            |
| Radomír Šimůnek                  | 08-04-1962    | Tsjechië         |                |
| Filip Van Luchem                 | 31-05-1965    | België           |                |
| Sean Way                         | 31-12-1967    | Canada           |                |
| Peter Willemsens                 | 31-08-1972    | België           |                |
|                                  |               |                  |                |
| Rik Claeys (stagiair)            | 28-02-1967    | België           |                |
| Olivier Vanconingsloo (stagiair) | 19-10-1970    | België           |                |
| Peter Wuyts (stagiair)           | 24-02-1973    | België           |                |

## Belangrijke overwinningen
| Krawatencross Winnaar: Paul Herygers Duinencross Winnaar: Paul Herygers GP Rouwmoer Winnaar: Paul Herygers Azencross Winnaar: Radomír Šimůnek sr. |

1992 · 1993 · 1994 · 1995 · 1996 · 1997 · 1998 · 1999 · 2000 · 2001 · 2002 · 2003 · 2004 · 2005 · 2006 · 2007 · 2008 · 2009 · 2010 · 2011 · 2012 · 2013 · 2014